# Xanadu (película)
Xanadu es una película de 1980, catalogada como fantasía musical, dirigida por Robert Greenwald. La protagonista principal es Olivia Newton-John. Está inspirada en la película de 1947 Down to Earth.
El título de la cinta es una referencia al poema Kubla Khan de Samuel Taylor Coleridge. Xanadú, el nombre de la provincia china donde Kublai Kan establece su jardín para el placer, según el poema mencionado. Un fragmento del mismo es citado en una de las escenas.
La película fue protagonizada por la cantante australiana Olivia Newton-John, Michael Beck y Gene Kelly entre otros y las canciones de la banda sonora original están a cargo de la misma Olivia, Electric Light Orchestra (ELO), el ídolo-pop del Reino Unido Cliff Richard y el grupo de rock, basado en arte, oriundos de San Francisco, The Tubes, todo a cargo de Jeff Lynne.

## Argumento
Sonny Malone (Michael Beck) es un talentoso artista que sueña con la fama más allá del trabajo que desempeña y en el cual no se siente realizado. Sonny se dedica a reproducir portadas de discos en grandes carteles promocionales. La película comienza con Sonny rompiendo unos bocetos. Tras abandonar su trabajo en AirFlo Records como dibujante para ganarse la vida como artista independiente, no logra ganar dinero y se ve obligado a volver a su antiguo empleo. Después de oír comentarios sarcásticos de su prepotente jefe, el Sr. Simpson, Sonny vuelve a pintar portadas de discos.
En el trabajo el primer encargo de Sonny es reproducir la portada de un álbum para un grupo nuevo llamado “Las nueve hermanas”. En la carátula aparece una hermosa chica paseándose frente a un viejo y abandonado Auditorium de Art decó. La chica de la portada, el día anterior chocó con Sonny mientras patinaba en el parque, lo besó en la boca y, del mismo modo en que llegó, patinando, desapareció rápidamente sin dejar rastro. 
Intrigado por la identidad de la muchacha Sonny comienza a buscarla obsesivamente. Logra encontrarla patinando en el viejo edificio abandonado que aparece en la portada. Ella se identifica como Kira (Olivia Newton-John), pero no le dirá más detalles a Sonny sobre sí misma. Sonny lo ignora pero Kira es una de las nueve Musas que cobraron vida cuando salieron de la pared donde inicialmente estaban pintadas, un mural ubicado cerca de la playa.
Sonny traba amistad con un viejo director de orquesta de una big band, reconvertido en magnate de la construcción, llamado Danny McGuire (Gene Kelly). Danny es un hombre que, en el pasado, dejó escapar a su musa durante los años 40 cuando era propietario de un club de jazz. Desde entonces se dedicó al negocio familiar y logró una posición acomodada, dejando sus sueños artísticos atrás. Sonny, por su parte, aún no sabe que ha encontrado a su musa. Kira inspira a estos dos hombres a formar una asociación y abrir una sala de conciertos en el antiguo Auditorium que aparece fotografiado en la portada del álbum mencionado anteriormente. 
Kira y Sonny, sin proponérselo, se enamoran. Esto es algo prohibido a una Musa ya que ellas pueden inspirar pero no deben involucrarse sentimentalmente con los seres humanos. Esto representa un problema porque Kira es Terpsícore la Musa de la Danza. Las mujeres que aparecen al inicio de la película son sus hermanas y también son musas. El mural donde estaban pintadas es, en realidad, el portal por donde llegan a la Tierra desde el Helicón celeste. En la práctica las Musas visitan la Tierra muy a menudo para ayudar e inspirar a otros a lograr sus sueños artísticos. Pero ahora, en el caso de Kira, es distinto porque ella ha roto las reglas con Sonny y el también se ha enamorado.
Mientras Sonny busca a Kira patinando por toda la ciudad, porque ha desaparecido el día anterior a la inauguración de Xanadu, encuentra el mural de las Musas y reconoce a Kira pintada en la pared. Entonces toma la decisión de atravesar la pared lanzándose contra ella. Tras un fundido Sonny accede al Helicón, atravesando el portal, y llama a Kira. Le profesa su amor e intenta volver con ella la Tierra. Entonces se produce una breve discusión entre Sonny y Zeus, que se niega a dejar volver a Kira a la tierra, y Mnemósine intercede en nombre de Kira y Sonny. En este momento Kira expone que las emociones que ella siente hacía Sonny las ha experimentado sin proponérselo, que todo eso es algo nuevo para ella y les pide a sus padres que le permitan volver una noche más juntos para ver al sueño de Sonny, la apertura de Xanadu, convertirse en realidad. Zeus se niega y envía a Sonny de regreso a la Tierra en un torbellino de luz. Finalmente Zeus y Mnemosine deciden dejar ir a Kira con Sonny "por sólo un momento o, quizá, por siempre... el tiempo mortal siempre me confunde".
En el clímax de la película Kira y las Musas hacen una presentación musical con el aforo completo para la gran apertura de Xanadu. Después de la canción de Kira todas las musas regresan al reino de los dioses de manera espectacular. Sonny, al ver la ausencia de Kira, queda naturalmente deprimido. Pero esta situación cambia rápidamente cuando Danny pide a una de las camareras que traiga una bebida para su socio. La camarera no es otra sino Kira, humanizada y con actitud ingenua, como si no lo conociera. Se sobreentiende que Kira, finalmente, habría sido autorizada por Zeus a permanecer para siempre en la Tierra. Sonny tampoco parece reconocerla aunque su cara sí le resulta familiar y es como si la conociera de algún lado. La película finaliza con una toma de ellos dos hablando amenamente como si se acabaran de conocer.

## Reparto
| Actor               | Papel                                                                                  |
| ------------------- | -------------------------------------------------------------------------------------- |
| Olivia Newton-John  | Kira, pseudónimo de la musa Terpsícore.                                                |
| Gene Kelly          | Danny McGuire, un antiguo propietario de un Club que todavía no ha cumplido su sueños. |
| Michael Beck        | Sonny Malone, talentoso artista inspirado por Kira.                                    |
| James Sloyan        | Simpson, jefe de Sonny.                                                                |
| Dimitra Arliss      | Helen.                                                                                 |
| Katie Hanley        | Sandra.                                                                                |
| Fred McCarren       | Richie.                                                                                |
| Ren Woods           | Jo.                                                                                    |
| Sandahl Bergman     | es la cuarta musa en salir del cuadro, no la primera                                   |
| Lynn Latham         | Musa 2.                                                                                |
| Melinda Phelps      | Musa 3.                                                                                |
| Cherise Bates       | Musa 4.                                                                                |
| Juliette Marshall   | Musa 5.                                                                                |
| Marilyn Tokuda      | Musa 6.                                                                                |
| Yvette Van Voorhees | Musa 7.                                                                                |
| Teri Beckerman      | Musa 8.                                                                                |
| Melvin Jones        | El gran Al.                                                                            |
| Ira Newborn         | Líder de una orquesta de los años 40.                                                  |
| Jo Ann Harris       | Cantante de la década de los 40.                                                       |
| Wilfrid Hyde-White  | La voz de Zeus.                                                                        |
| Coral Browne        | La voz de Mnemósine.                                                                   |
| Darcel Wynne        | Uno de los muchos bailarines de fondo que aparecen en la película.                     |
| Shabba Doo (†)      | Uno de los bailarines de breakdance.                                                   |

Actuación especial del grupo de rock The Tubes en la escena del tema «Dancin'»:
John 'Fee' Waybill; Rick Anderson; Michael Cotten; Prairie Prince; Bill Spooner; Roger Steen; Vince Welnick; y Re Styles.

## Producción
La filmación se comenzó el 18 de septiembre de 1979, en Los Ángeles y sus alrededores; los decorados interiores fueron construidos en el Estudio 4 de los Hollywood General Studios, y se tardó aproximadamente tres meses; se realizó un inmenso decorado de dos pisos simulando una discoteca. El coste total fue de 1.000.000 $. El mural o la pared donde estaban pintadas las Musas, desde donde salen al comienzo del filme, realmente nunca fue exhibido en Venice Beach. Fue fotografiado y pintado dentro del mismo Estudio y luego, fue sobrepuesto en una foto al final de la Avenida Dudley en el paseo de madera en Venice Beach.

## Recepción
Xanadu tuvo críticas de negativas a mixtas. Por ejemplo, Roger Ebert otorgó a la película dos estrellas, describiendo la película como "una fantasía musical sensiblera y lacia" con una confusa historia, redimida solamente por los "altos espíritus" de Newton-John y algunas fuertes escenas de Kelly. Además, Ebert criticó la coreografía, diciendo que "los números de baile en esta película no parecen haber sido concebidos para cine." Él noto que las escenas masivas de baile no fueron bien fotografiadas por el cinematógrafo Victor J. Kemper, quién las tomó a nivel de ojo y no fue capaz de tomar los patrones grandes de los bailarines, con estos en el fondo enturbiando el movimiento en el primer plano. Con una combinación de reseñas contemporáneas y modernas, hoy en día Xanadu tiene una clasificación de 39% en Rotten Tomatoes.
La película apenas quebró en la taquilla en su lanzamiento inicial. Una doble función de Xanadu y otro filme musical lanzado al mismo tiempo, Can't Stop the Music, inspiró a John J. B. Wilson a crear los premios Golden Raspberry (o "Razzies"), un evento anual "deshonorando" lo que es considerado lo peor en el cine por un año. Xanadu ganó el primer Razzie por Peor director y fue nominada a otros seis premios.
A pesar del mediocre éxito de la película, la banda sonora (#4 del Billboard) fue un enorme éxito comercial. Obtuvo doble disco de platino por las ventas generadas y se mantuvo una semana en el #1 de la lista de álbumes pop más vendidos. De la banda sonora se extrajeron cinco sencillos que se colocaron entre los Top 20 de la radio:
- "Magic" — Olivia Newton-John (#1 - 4 semanas Pop, #1 - 5 semanas AC, disco de oro)
- "Xanadu" — Olivia Newton-John/Electric Light Orchestra (#8 Pop, n.º 2 AC).
- "All over the world" — Electric Light Orchestra (#13 Pop, n.º 45 AC).
- "I'm alive" — Electric Light Orchestra (#16 Pop, n.º 48 AC, disco de oro).
- "Suddenly" — Olivia Newton-John/Cliff Richard (#20 Pop, n.º 4 AC).

## Producción de Broadway del 2007
Unos 5 millones de dólares ha costado el musical Broadway Xanadu, la adaptación de la película comenzó en 23 de mayo de 2007, y fue estrenado (con Olivia Newton-John y John Farrar entre los asistentes invitados) el 10 de julio de 2007 protagonizada por Kerry Butler en el papel de Kira, Cheyenne Jackson como Sonny y Tony Roberts personificando a Danny McGuire. Jackie Hoffman y Mary Testa coprotagonistas (en otra re-interpretación para la versión de Broadway) como "Evil" Las hermanas de la Musa.

## Premios y nominaciones
- Ivor Novello Award: Ganadora  Mejor banda sonora original, Jeff Lynne
- Grammy Awards: Nominada: Mejor presentación vocal-pop femenina: "Magic", Olivia Newton-John.
- Young Artist Award: Nominada: Mejor película de corte familiar.
- Premios Golden Raspberry: Ganadora: Razzie Award por Peor director (Robert Greenwald).

Nominada: Razzie Award por Peor fotografía.
Nominada: Razzie Award por Peor guion.
Nominada: Razzie Award por Peor actor (Michael Beck).
Nominada: Razzie Award por Peor actriz (Olivia Newton-John).
Nominada: Razzie Award por Peor canción original para una banda sonora ("Suspended in time"), Olivia Newton-John.
Nominada: Razzie Award por Peor musical de nuestros primeros 25 años.